# Liptovské Matiašovce
Liptovské Matiašovce é um município da Eslováquia, situado no distrito de Liptovský Mikuláš, na região de Žilina. Tem 5,73 km² de área e sua população em 2018 foi estimada em 321 habitantes.

## Demografia
| Ano:        | 1994 | 2004   | 2014   | 2024   |
| ----------- | ---- | ------ | ------ | ------ |
| Broj ljudi: | 303  | 289    | 299    | 321    |
| Razlika:    |      | -4,62% | +3,46% | +7,35% |

| Ano:               | 2023 | 2024   |
| ------------------ | ---- | ------ |
| Número de pessoas: | 322  | 321    |
| Diferença:         |      | -0,31% |